# Вестфальский диалект
Вестфа́льский диале́кт (нем. Westfälisch, самоназв. Wäästfaalisch) — диалект немецкого языка, принадлежащий к нижнесаксонской (западнонижненемецкой) группе диалектов. Вестфальский диалект не является единым и распадается ещё на четыре диалекта: мюнстерландский (в литературе — Münsterländer Platt или Mönsterlänner Platt), восточновестфальский (Ostwestfälisch), южновестфальский (Südwestfälisch) и западномюнстерландский (Westmünsterländisch).
Первоначально был распространён в исторической области Вестфалия, сейчас носители диалекта проживают в основном на территории федеральной земли Северный Рейн-Вестфалия.

## Характеристика
Для вестфальского характерно различение раннего долгого a как в слове Rot (Rat) от более позднего долгого как в Sake (Sache). Характерной чертой также является дифтонгирование краткой гласной в открытом слоге, например, в словах iäten (essen), wieten (wissen), iems (Ems), uapen (offen), Fuegel (Vogel). В некоторых случаях этот эффект (преломление) действует и на долгие гласные. В лексическом отношении вестфальский язык характеризуется наличием собственных слов, не имеющих корней в стандартном немецком языке: küern (reden, sprechen) или Rüe (Hund). Существует множество грамматических особенностей.
Поскольку в целом для вестфальского диалекта не существует норм правописания, слова пишутся согласно произношению. Однако мюнстерфальский и восточновестфальский разработали для себя отдельные правила. Лексика вестфальского диалекта описана в Вестфальском и Нижнесаксонском словарях.